# Emma Lundh
Emma Linnea Lundh, född 26 juni 1989 i Solna, är en svensk fotbollsspelare som spelar för Bollstanäs SK.

## Klubbkarriär

### Tidig karriär
Lundh började spela fotboll i IFK Viksjö. Därefter spelade hon för Bele Barkarby IF och efter det fem år i IF Brommapojkarna. 2006 gick Lundh till Hammarby IF, där hon debuterade i Damallsvenskan. Hon gjorde totalt två mål under sin debutsäsong. 2007 gick Lundh till Djurgårdens IF, där hon gjorde fyra mål.

### AIK
Inför säsongen 2008 gick Lundh till AIK. Hon debuterade för klubben den 9 april 2008 i en 1–0-förlust mot Umeå IK. Lundh gjorde sitt första mål för AIK den 18 maj 2008 i en 9–1-vinst över Västerås BK30 i Svenska cupens fjärde omgång. Under våren 2009 var hon utlånad till IF Brommapojkarna, där hon gjorde sju mål. Lundh spelade totalt 34 tävlingsmatcher och gjorde 12 mål för AIK.

### Tyresö FF och Djurgårdens IF
I juli 2009 gick Lundh till division 1-klubben Tyresö FF. Därefter spelade hon två säsonger för Djurgårdens IF i Damallsvenskan.

### Linköpings FC
Inför säsongen 2012 värvades Lundh av Linköpings FC, där hon skrev på ett tvåårskontrakt. Lundh spelade 17 matcher och gjorde sex mål i Damallsvenskan 2012. Hon lämnade dock klubben efter endast en säsong.

### Återkomst i AIK
I februari 2013 återvände Lundh till AIK. Hon missade första halvan av säsongen efter rehabilitering från en knäskada. Men under hösten gjorde Lundh sammanlagt åtta mål i Damallsvenskan och Svenska cupen. I december 2013 förlängde hon sitt kontrakt i klubben med två år. Säsongen 2014 spelade hon 17 matcher och gjorde två mål och säsongen 2015 spelade hon 13 matcher i Damallsvenskan. I augusti 2015 lånades Lundh ut till norska LSK Kvinner FK.

### Liverpool
I januari 2016 värvades Lundh av engelska Liverpool. Hon skrev på ett ettårskontrakt med möjlighet till förlängning på ytterligare ett år. Lundh spelade 12 matcher och gjorde ett mål i Women's Super League 2016. I november 2016 meddelade Liverpool att Lundh lämnade klubben då hennes kontrakt gick ut.

### Vittsjö GIK
I januari 2017 värvades Lundh av Vittsjö GIK. Hon spelade tre matcher från start samt gjorde åtta inhopp i Damallsvenskan 2017. I december 2017 förlängde hon sitt kontrakt med ett år. I december 2018 förlängde Lundh sitt kontrakt med ytterligare ett år.

### Återkomst i Brommapojkarna
I augusti 2019 återvände Lundh till IF Brommapojkarna. Den 30 september 2019 förlängde hon sitt kontrakt över säsongen 2020. I november 2020 förlängde Lundh sitt kontrakt i klubben med två år.

### Bollstanäs SK
I augusti 2021 värvades Lundh av Elitettan-klubben Bollstanäs SK.

## Landslagskarriär
Lundh debuterade för Sveriges U17-landslag den 12 oktober 2005 i en 3–0-förlust mot Tyskland. Hon spelade totalt fem matcher och gjorde ett mål för U17-landslaget. Därefter spelade Lundh 15 matcher och gjorde sju mål för U19-landslaget. Hon spelade även 14 matcher och gjorde två mål för U23-landslaget.
Den 8 februari 2014 debuterade Lundh för A-landslaget i en 3–0-förlust mot Frankrike, där hon blev inbytt i halvlek mot Olivia Schough. Den 5 april 2014 gjorde Lundh sitt första mål i en 4–0-vinst över Nordirland. I maj 2015 blev hon uttagen i Sveriges trupp till VM i Kanada 2015. Dock fick hon inte någon speltid i turneringen. Totalt spelade Lundh 11 landskamper och gjorde två mål.